# Диканівська виправна колонія № 12
Дика́нівська виправна́ коло́нія № 12 — виправна колонія управління Державного департаменту України з питань виконання покарань у Харкові.

## Історія колонії
Історія Диканівської виправної колонії (№ 12) бере початок у липні 1956 році, коли у передмісті м. Харкова серед болотистих запруд річки Лопань був створений табірний пункт № 12. Цей район міста має історичну назву — Диканівка.
З початку було побудовано два дерев'яні бараки, обнесені тимчасовою огорожею. У зв'язку з реорганізацією виправно-трудового законодавства з січня 1957 року табірний пункт реформується у виправно-трудову колонію посиленого режиму № 12 УВС Харківської області. В серпні 1959 року наказом МВС УРСР підрозділу було надано звання колонії з найкращою організацією політико-виховної роботи.
Протягом 1960 року було введено в дію виробничі приміщення, загальною площею понад 1500 кв. метрів, які за допомогою заводів ім. Малишева та «Електростанок» були забезпечені сучасним обладнанням, внаслідок чого розпочався випуск більше 1000 найменувань виробів, що потребували металообробки. З 1974 року проведена реконструкція комунально-побутових і виробничих приміщень, повністю зруйновано старі приміщення барачного типу для засуджених, а замість них побудовані нові кам'яні триповерхові споруди.

## Сучасний стан
На теперішній час Диканівська виправна колонія № 12 — це кримінально-виконавча установа середнього рівня безпеки (для тримання чоловіків, вперше засуджених до позбавлення волі на певний термін).

## Адреса
61030 м. Харків, вул. Лелюківська, 1